# اودسا ۲۶۰۶
سیارک ۲۶۰۶ (به انگلیسی: 2606 Odessa، نامگذاری:1976GX2) دو هزار و ششصد و ششمین سیارک کشف شده‌است که در ۱ آوریل ۱۹۷۶ کشف شد.
قدر مطلق سیارک برابر ۱۱٫۳۰ است.